# Vincenzo Scaramuzza
Vincenzo Scaramuzza, auch Vicente Scaramuzza (* 19. Juni 1885 in Crotone; † 24. März 1968 in Buenos Aires) war ein italienisch-argentinischer Pianist und Musikpädagoge.

## Leben
Scaramuzza wurde geboren in Crotone/Italien. Den ersten Klavierunterricht erhielt er durch seinen Vater Francesco. Bereits im Alter von sieben Jahren gab er die ersten Konzerte und studierte nur wenig später am prestigeträchtigen San Pietro a Maiella-Konservatorium in Neapel. 1907 emigrierte er nach Argentinien und führte sein Studium fort an der „Santa Cecilia“-Musikakademie in Buenos Aires. Er heiratete Sara Bagnati, eine Kommilitonin, und gründete gemeinsam mit ihr 1912 die Scaramuzza-Musikakademie. Während seiner Karriere als Pianist trat er nicht nur in Argentinien, sondern auch in Nord- und Südamerika sowie Europa auf.

## Pädagogik
Ab 1923 gab Scaramuzza seine Konzerttätigkeit auf und widmete sich dem Unterrichten. Eine Vielzahl renommierter argentinischer und internationaler Pianisten entstammt seiner Schule, darunter Martha Argerich, Michèle Boegner, Bruno Leonardo Gelber, Carmen Piazzini, Daniel Levy, Francisco Amicarelli, Mauricio Kagel, Fausto Zadra, Alberto Portugheis oder Enrique Barenboim, der Vater von Daniel Barenboim. Auch die bekannten Tango-Pianisten Horacio Salgán und Atilio Stampone gehörten zu seinen Schülern.
Obwohl Scaramuzza in seinen letzten Lebensjahren von schwerer Krankheit gezeichnet war, unterrichtete er weiter, indem er seinen Flügel in sein Schlafzimmer bringen ließ. Er starb in Buenos Aires.
Anhand von Aufzeichnungen, die er während seines Lebens angefertigt hatte, rekonstruierte Maria Rosa Oubiña de Castro, eine Studentin Scaramuzzas, seine Unterrichtsmethode. In Buchform wurde sie 1977 unter dem Titel Enseñanzas de un gran maestro veröffentlicht.